# 4-Chlor-2-nitrotoluol
4-Chlor-2-nitrotoluol ist eine chemische Verbindung aus der Gruppe der Nitrotoluole.

## Vorkommen
4-Chlor-2-nitrotoluol kommt natürlich in geringer Menge in einigen Rohölsorten vor.

## Gewinnung und Darstellung
4-Chlor-2-nitrotoluol kann durch Nitrierung von p-Chlortoluol bei 0 °C mit Salpetersäure gewonnen werden, wobei ein Gemisch von Nitroverbindungen entsteht, das hauptsächlich 4-Chlor-3-nitrotoluol und 4-Chlor-2-nitrotoluol enthält.

## Eigenschaften
4-Chlor-2-nitrotoluol ist ein hellgelber geruchloser Feststoff, der sehr schwer löslich in Wasser ist. Er zersetzt sich bei Temperaturen über 310 °C.

## Verwendung
4-Chlor-2-nitrotoluol kann für die Synthese von Indigo-Farbstoffen und anderen chemischen Verbindungen verwendet werden.